# قربانی سوم
قربانی سوم فیلمی به کارگردانی و نویسندگی ابوالقاسم ملکوتی ساختهٔ سال ۱۳۴۶ است.

## بازیگران
- روفیا
- کتایون
- علی آزاد
- سودابه
- هوشنگ طهماسبی
- هایک
- مارتین
- ایران